# Marie z Harcourtu
Marie z Harcourtu (9. září 1398 – 19. dubna 1476) byla v letech 1452 až 1476 hraběnkou z Aumale a baronkou z Elbeufu. Narodila se jako nejstarší dcera Jana VII. z Harcourt a jeho manželky Marie z Alençonu.
12. srpna 1416 se Marie provdala za Antonína z Vaudémont, hraběte z Vaudémont a sira ze Joinvillu. Měli spolu několik dětí:
- Fridrich II. z Vaudémontu
- Jan z Harcourtu
- Jindřich Lotrinsko-Vaudémontský
- Marie z Vaudémontu
- Markéta z Vaudémontu

Po otcově smrti v roce 1452 se pokoušela přivlastnit si celé dědictví a vyjmout z něj mladší sestru Janu z Harcourtu. V roce 1454 se Jana ustanovila hraběnkou z Aumale a Marie hraběnkou z Harcourtu a baronkou z Elbeufu. Tyto pozemky měl zdědit Mariin druhý syn Jan, ten však zemřel již v roce 1473 a tak přešly až na Mariina vnuka Reného.